# Conophorina bicellaris
Conophorina bicellaris är en tvåvingeart som beskrevs av Becker 1920. Conophorina bicellaris ingår i släktet Conophorina och familjen svävflugor. Inga underarter finns listade i Catalogue of Life.